# Brahim Akhiat
 (décembre 2014).
Si vous disposez d'ouvrages ou d'articles de référence ou si vous connaissez des sites web de qualité traitant du thème abordé ici, merci de compléter l'article en donnant les références utiles à sa vérifiabilité et en les liant à la section « Notes et références ».
Brahim Akhiat (en chleuh : ⴱⵔⴰⵀⵉⵎ ⴰⵅⵢⴰⵜ) né en 1941 à Aït Souab et mort le 7 février 2018, est une personnalité politique et un écrivain marocain.

## Biographie
Après avoir fait pratiquement toutes ses études à Rabat, il obtient, en 1968, un diplôme de mathématiques et de sciences pratiques de l’école normale supérieure.
Il est l’un des fondateurs, le 10 novembre 1967, de la première association amazighe du Maroc, l’AMREC (l’association marocaine de recherche et d’échange culturel). Il en est le secrétaire général. Il a également participé à la création de l’université d’été d’Agadir en 1979.
En 1974, il prend en charge une troupe musicale amazighe moderne baptisée Usman dont il est le directeur artistique jusqu’à la dissolution du groupe au début des années 1980. Pendant plusieurs années, il est directeur du magazine Amud (semences) et du journal Tamunt (union) ; Respectivement de 1990 et 1994, jusqu’à l’arrêt de leur publication. Il est nommé, en 2002, par le roi Mohammed VI comme membre du conseil d'administration de l’Institut royal de culture amazigh (IRCAM).
Le 5 juillet 2010, il est victime d'un accident vasculaire cérébral. Après trois mois de coma, il retourne auprès de sa famille à Rabat, où il habite, et continue à faire de la rééducation fonctionnelle pour faire face à son hémiplégie. Pendant son hospitalisation il a été pris en charge par le roi Mohammed VI en personne en guise de reconnaissance de tous les efforts et les sacrifices qu’il a fournis pour la promotion de la langue et de la culture amazigh dans son pays depuis 50 ans, tout en gardant sa neutralité vis-à-vis des partis politiques et des influences séparatistes radicales qu'elles soient marocaines ou étrangères.
Brahim Akhiat meurt le 7 février 2018 des suites d'une affection cardiaque.

## Publications
- Tabrat, 1991
- Pourquoi le tamazight ?, 1994
- Les hommes de l’action amazighe aujourd’hui décédés, 2004
- L'amazighité, notre identité nationale ?, 2007